# Mord an Melanie und Karola Weimar
Der Mord an Melanie und Karola Weimar ist ein deutscher Kriminalfall aus dem Jahr 1986, der bis Ende der 1990er Jahre großes Interesse von Seiten der deutschen Medien erfuhr. Die Eltern hatten die beiden Mädchen im Alter von sieben und fünf Jahren am 4. August 1986 als vermisst gemeldet, drei Tage später fand man ihre Leichen. Die Mutter Monika Weimar wurde in einem Indizienprozess 1988 zu lebenslanger Haft wegen Mordes an ihren beiden Kindern verurteilt, 1997 in einem Wiederaufnahmeverfahren freigesprochen und nach einem weiteren Verfahren 1999 erneut verurteilt. Die Chronologie der Gerichtsverfahren gegen die Mutter ist wegen der wiederholten Aufhebung der Urteile, unter anderem durch den Bundesgerichtshof, aus juristischer Sicht bemerkenswert.

## Vorgeschichte
Melanie Weimar wurde am 22. Juli 1979 geboren, ihre Schwester Karola am 8. März 1981. Die Mutter der Mädchen, Monika Weimar, geb. Böttcher (* 13. April 1958), war als Krankenpflegehelferin tätig. Ihr Vater Reinhard Weimar (* 17. Februar 1952; † 12. November 2012) hatte Kfz-Schlosser gelernt und arbeitete unter Tage im „Hera“-Schacht der Kali und Salz-Bergwerke, dem größten Arbeitgeber in der Region. Böttcher und Weimar hatten sich 1977 kennengelernt und im Juni 1978 geheiratet.
Das Ehepaar Weimar wohnte mit seinen Kindern und anderen Familienangehörigen in einem Mehrfamilienhaus im hessischen Philippsthal (Landkreis Hersfeld-Rotenburg). Mit ihnen im selben Haus wohnten ihre ältere und ihre jüngere Schwester und deren Ehemänner sowie die Mutter und die Großmutter. Ihr Vater war 1983 gestorben.
Reinhard Weimar war wegen Bewusstseinsstörungen mit langen ohnmachtsähnlichen Ausfällen seit Anfang 1985 mehrfach in ärztlicher Behandlung und musste dreimal stationär aufgenommen werden, zuletzt im Oktober 1985. Diese Zustände führte man auf eine Medikamenten-Intoxikation mit Benzodiazepinen und Neuroleptika zurück, da Spuren dieser Substanzen in seinem Urin nachgewiesen worden waren. Er konnte sich jedoch nicht erinnern, jemals entsprechende Medikamente eingenommen zu haben. Im Strafverfahren gegen seine Frau vor dem Landgericht Fulda äußerte er den Verdacht, diese habe sie ihm heimlich über Essen und Getränke verabreicht. Zugang dazu hätte sie durch ihre Arbeit in der Krankenpflege gehabt. Auch die Richter hielten das für möglich, ließen diese Frage jedoch offen. Seit seiner letzten Krankenhauseinweisung im Oktober 1985 waren keine Bewusstseinsstörungen mehr aufgetreten. Monika Böttcher äußerte den Verdacht, ihr Mann habe die Medikamente selbst eingenommen, um ihr Mitleid zu erregen.
Die Ehe der beiden galt zum Zeitpunkt des Todes der gemeinsamen Kinder bereits als zerrüttet. Auch Monika Weimars Schwester Brigitte Elliott (* ca. 1966), verheiratet mit einem Amerikaner, hatte Eheprobleme und die beiden gingen abends öfter gemeinsam aus. Dabei hatte Monika Weimar im April bzw. Mai 1986 den US-Soldaten Kevin Pratt (* ca. 1962) kennengelernt und mit ihm ein Verhältnis begonnen. Sie dachte über eine Scheidung von Reinhard Weimar nach.
Am 2. August 1986 machten Monika Weimar und Kevin Pratt mit den beiden Kindern einen Badeausflug. Um 18 Uhr kam sie mit den Kindern nach Hause zurück und machte diese für die Nacht fertig. Nach eigenen Angaben verließ sie das Haus um 20:30 Uhr, um sich in einer Diskothek erneut mit Pratt zu treffen, und kehrte gegen 3 Uhr nach Hause zurück.

## Hergang
Sowohl Monika als auch Reinhard Weimar hatten am 4. August 1986, einem Montag, Urlaub.
Die Mädchen wurden gegen 13:30 Uhr von ihrer Mutter (anderen Quellen zufolge von deren Schwester, Brigitte Elliott) als vermisst gemeldet. Polizei, Bundesgrenzschutz sowie Nachbarn begannen, nach den Kindern zu suchen. Reinhard Weimar beteiligte sich ebenfalls, seine Frau hingegen nicht, was den Ermittlern ungewöhnlich erschien.
Am Nachmittag des 7. August fand ein Busfahrer Melanies Leiche an einem Parkplatz an der L3255 in der Nähe der Untertagedeponie Herfa-Neurode, neun Kilometer von ihrem Elternhaus entfernt. Eine intensive Nachsuche führte eineinhalb Stunden später, gegen 18 Uhr, zum Auffinden von Karolas Leichnam an einem stillgelegten Straßenstück im Bengendorfer Grund, vier Kilometer vom Fundort von Melanies Leiche entfernt.
Die Kinder wurden am 11. August beigesetzt.

### Ursprüngliche Aussage Monika Weimars
Monika Weimar gab in ihren ersten Anhörungen an, die Kinder seien gegen 9:30 Uhr aufgestanden, hätten ein kleines Frühstück zu sich genommen und seien gegen 10:15 Uhr zu einem Spielplatz in der Nähe des Hauses gegangen. Sie selbst habe gegen 10:30 Uhr das Haus verlassen, um Besorgungen zu machen, sei zwischen 12:30 und 12:40 Uhr zurückgekommen und habe dann das Mittagessen vorbereitet. Dann habe sie ihren Ehemann geschickt, um die Kinder zum Essen zu holen; diese seien verschwunden gewesen.

### Zweite Aussage Monika Weimars („Nachtversion“)
Am 29. August, einen Tag nach ihrer Festnahme, schilderte Monika Weimar eine neue Version der Ereignisse, die sie während des gesamten Verfahrens aufrechterhielt: Sie sei in der Nacht zum 4. August gegen 3 Uhr nach Hause gekommen und habe ihren Ehemann im Kinderzimmer vorgefunden. Beide Kinder seien zu dem Zeitpunkt bereits tot, aber noch körperwarm gewesen; ihre Schlafanzüge hätten sie nicht mehr angehabt, sondern Tageskleidung. Reinhard Weimar habe geweint und einen verwirrten, abwesenden Eindruck gemacht. Sie sei ins Schlafzimmer gegangen, von wo sie die Motorengeräusche eines wegfahrenden Wagens gehört habe. Nach einer gewissen Zeit sei der Wagen zurückgekommen, und kurz darauf habe ihr Mann das Schlafzimmer betreten. Von ihr zur Rede gestellt, habe er gesagt: „Jetzt kriegt keiner mehr die Kinder“ und ihr den Ablageort der Leichen genannt.
Am Tag danach habe Monika Weimar ihre Kinder noch einmal sehen wollen und sei daher an den genannten Ort gefahren. Sie habe dort zwar Melanies, nicht jedoch Karolas Leichnam gefunden.
Ihre Vermisstenanzeige und ursprüngliche Darstellung der Ereignisse erklärte sie durch Mitleid mit ihrem Mann. Auch fühle sie sich mitschuldig am Tod der Kinder. Bei der Darstellung habe sie sich an den Geschehnissen des Vortages orientiert.
Zur Urteilsbildung über die psychologische Nachvollziehbarkeit eines Verhaltens, wie es Monika Weimar an den Tag gelegt hatte, gab das Gericht ein psychologisches und ein psychiatrisches Gutachten in Auftrag. Die beiden Gutachter erklärten das geschilderte Verhalten für durchaus vorstellbar. Die psychologische Gutachterin Müller-Luckmann stellte fest, „dass die Darstellung der Tatnacht durch Monika Weimar im Zusammenhang mit ihrer Persönlichkeitsstruktur betrachtet nicht unwahrscheinlich ist“.
In seinem Plädoyer befand der Staatsanwalt jedoch, die Gutachterin Müller-Luckmann habe nur Nachvollziehbares attestiert, nicht aber Glaubwürdigkeit.
Zu Monika Böttchers Lasten wurde ausgelegt, dass sie keine Wiederbelebungsversuche unternommen und keine Hilfe geholt habe, obwohl ihre ganze Familie im gleichen Haus lebte. Als ausgebildete Krankenpflegehelferin müsse sie zudem gewusst haben, dass der Tod nur durch einen Arzt mit Sicherheit festgestellt werden kann.

### Darstellung Reinhard Weimars
Reinhard Weimar gab an, ab etwa 22 Uhr bis zum späten Vormittag geschlafen zu haben, gegen 11:30 Uhr aufgestanden zu sein und auf seine Frau gewartet zu haben, die gegen 12:15 Uhr zurückgekehrt sei.
Im Prozess gegen seine Ex-Frau sagte er aus, er könne sich „nicht erinnern, eine solche Tat begangen zu haben“, und „wenn ich es gemacht habe, dann muss es ein Blackout gewesen sein“. Zum Abtransport der Leichen sagte er: „Ich bin mir fast sicher, dass ich den Abtransport der Mädchen nicht allein fertiggebracht habe“. Auf die Frage, ob er auch in der Nacht vom 3. auf den 4. August Ausfallerscheinungen ähnlich seiner drei früheren Erkrankungen gehabt habe, antwortete er, sich das „nicht vorstellen“ zu können.

### Darstellung des Gerichts
Nach Ansicht des Landgerichts Fulda ließ Monika Weimar am 4. August gegen 11:30 Uhr ihre Kinder in ihren Pkw einsteigen. Danach sei sie mit ihnen zum späteren Fundort von Karolas Leiche, 11 km vom Wohnhaus der Familie entfernt, gefahren, wo sie um 11:40 Uhr angekommen sei. Dort habe sie eines ihrer Kinder zum Urinieren in ein Gebüsch geschickt und das andere in dieser Zeit getötet. Dann habe Monika Weimar auch das zweite Kind getötet und beide zunächst im Gebüsch abgelegt. Melanie habe sie dann aber in den Wagen geladen und sei um 11:50 Uhr zu einem 4 km entfernten Parkplatz gefahren. Dort habe sie die Leiche um 12 Uhr in ein Brennnesselgebüsch geworfen. Anschließend sei sie nach Hause gefahren, wo sie um 12:15 Uhr ankam.

## Ermittlungen
Zunächst hielt man mehrere Szenarien für möglich: Kindesentziehung durch einen Elternteil, Entführung durch Unbekannte oder ein Weglaufen der Kinder, etwa vor streitenden Eltern. Nachdem die Ermittler am 5. August von Monika Weimars Beziehung mit Kevin Pratt erfahren hatten, kam außerdem der Verdacht auf, sie habe ihre Kinder zusammen mit diesem entführt.
Nach dem Auffinden von Melanie und Karola kamen für die Ermittler nur noch die Eltern als Täter in Betracht: Dass ein Unbekannter die Mädchen am helllichten Tag in der Nähe der Wohnung getötet und fortgeschafft hatte, hielten sie für ebenso unwahrscheinlich wie die Möglichkeit, dass diese zu einem Fremden ins Auto gestiegen waren. Im persönlichen Umfeld der Kinder sah die Polizei nur bei den Eltern schlüssige Motive: Eifersucht bei Reinhard Weimar, den Wunsch, frei zu sein für die neue Beziehung, bei seiner Ehefrau.
Nach einer Vernehmung am 28. August wurde Monika Weimar festgenommen und am Tag darauf erneut verhört. Dabei belastete sie ihren Ehemann und kam vorerst wieder frei. Am 30. August wurde dann Reinhard Weimar festgenommen, aber noch am selben Tag wieder freigelassen, da das Amtsgericht Fulda keinen Haftbefehl erlassen wollte.
Der zuständige Staatsanwalt hielt Reinhard Weimar für dringend tatverdächtig.

### Obduktion der Leichen
Die Leichen der Kinder wurden am 8. August 1986 obduziert; das Ergebnis lag am 18. August vor. Hinweise auf sexuellen Missbrauch gab es nicht, auch fanden sich keine Spuren von Psychopharmaka. Melanie war, möglicherweise unter weicher Bedeckung, erstickt worden, Karola hingegen hatte man erwürgt. Beide Todesarten gehen in der Regel mit unkontrolliertem Harn- und Stuhlabgang einher; dazu passte, dass Melanies Blase völlig leer war und bei Karola lediglich eine minimale Harnmenge gefunden wurde. Der Todeszeitpunkt entsprach etwa der Zeit ihres angeblichen Verschwindens, wenngleich die Tageszeit des Todes nicht schlüssig bestimmt werden konnte.
Die Untersuchung des Mageninhalts von Karola Weimar ergab, dass diese zuletzt Milch, Kakao und ein Weizenmehl enthaltendes Gebäck zu sich genommen hatte. Dies passte zu der Theorie eines kleinen Frühstücks, konnte andererseits aber auch auf den Verzehr von gefüllten Schokoladenkeksen, wie sie im Esszimmer der Familie gefunden wurden, zurückzuführen sein. Monika Weimar gab an, die Kinder hätten sich gelegentlich selbst verpflegt und ab und zu auch nach dem Abendessen noch etwas gegessen. Auf Grund des Verdauungsgrades musste der Tod dreißig Minuten bis maximal eine Stunde nach der letzten Nahrungsaufnahme eingetreten sein. Der Mageninhalt von Melanie Weimar zeigte optisch ein ähnliches Bild, wurde aber durch einen Fehler in der Gerichtsmedizin nicht näher analysiert.

### Auffindezustand der Leichen
Beide Mädchen trugen die Tageskleidung, die Monika Weimar in ihrer Vermisstenmeldung beschrieben hatte: Melanie war mit einem weißen T-Shirt, roten Shorts, gelben Socken und Sandalen bekleidet, Karola mit einem pinkfarbenen T-Shirt, einer kurzen gelben Strickhose, blauen Socken und Sandalen. Beide Kinder trugen Haar- und Zopfspangen. Die Unterhosen der Mädchen zeigten keine Spuren eines Einnässens, obwohl dies auf Grund der Todesart zu erwarten gewesen wäre. Die geordnete Kleidung der Kinder wurde als Indiz gegen Monika Weimar interpretiert; in einem Aktenvermerk der Sonderkommission vom 19. August 1986 findet sich die Formulierung:

„Nur die Mutter wollte die Kinder selbst als Leichen schön gefunden haben.“

An Melanies Kleidung und Haaren wurde eine Vielzahl von Kletten gefunden. Böttchers Verteidiger Strate führt an, die Anzahl von insgesamt 362 Kletten sei durch Bewegungen eines spielenden Kindes nicht zu erklären, zumal Kletten-Labkraut in der Regel bei Wirtspflanzen wächst, insbesondere Himbeer-Büsche oder Brennnesseln. In der Nähe des Fundorts von Karolas Leichnam fand man eine Fläche von 2 × 2 Metern, auf der das Gras niedergedrückt war und in deren Nähe zahlreiche Brennnesseln standen. Strate interpretierte dies dahingehend, dass auch Melanies Leichnam zunächst dort abgelegt wurde, etwa, um ihn noch herzurichten. Da auch an der Innenseite von Melanies Shorts Kletten gewesen waren, folgerte Strate, dass die Shorts Melanie erst nach dem Tod angezogen worden waren.
Während die ebenfalls sichergestellten, von den Kindern am 3. August getragenen Unterhosen einzelne Sandkörner aufwiesen, wurden an der Kleidung, mit denen die Leichen der Kinder bekleidet gewesen waren, keine Sandspuren gefunden. Strate wertete dies als Indiz, dass die Kinder vor ihrem Tod nicht mehr im Sandkasten und auch nicht auf dem Schotterweg vor dem Wohnhaus gewesen waren.

### Anonyme Briefe
Monika Weimar übergab der Polizei zwei anonyme Briefe, die sie angeblich erhalten hatte und die ihren Ehemann belasteten. Ein Schriftgutachten ergab jedoch, dass diese Briefe mit hoher Wahrscheinlichkeit von ihr selbst verfasst worden waren, was sie schließlich einräumte.

### Pkw der Familie Weimar

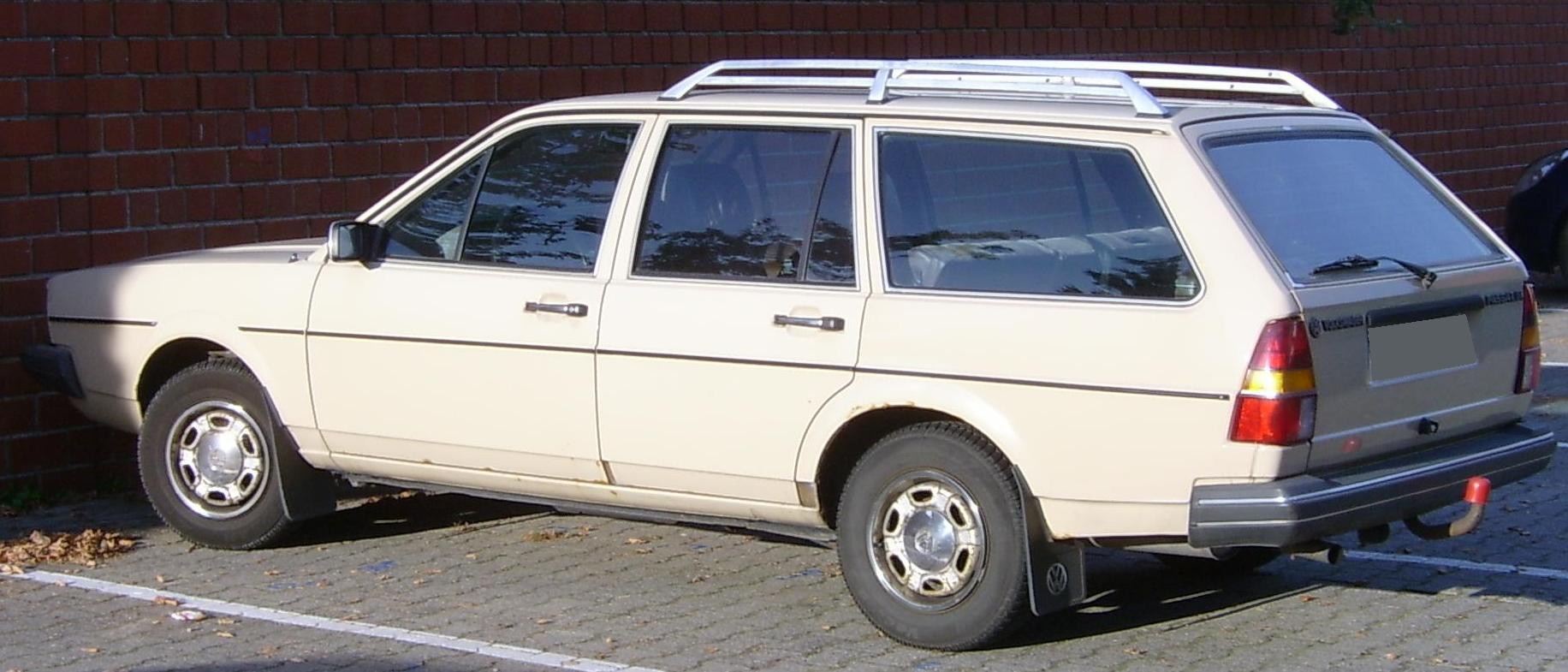
VW Passat, ähnlich dem Pkw der Familie Weimar

Die Familie Weimar besaß einen weißen VW Passat mit auffälligen, ca. 5 cm breiten schwarzen seitlichen Zierstreifen. Ein Zeuge hatte diesen am 4. August um 11:03 Uhr und erneut um 11:20 Uhr auf einem Parkplatz an der L3255 gesehen, wenige Meter vom Fundort von Melanies Leiche entfernt. Ermittler stellten am Nachmittag des 4. August fest, dass die Frontscheibe gesprungen war, was Monika Weimar zunächst durch einen Steinschlag am Vormittag des gleichen Tages erklärte. Untersuchungen ergaben jedoch, dass der Sprung durch einen „druckvollen Anstoß aus dem Inneren des Fahrzeuges“ verursacht worden war. Weimar behauptete nun, in der vorherigen Nacht mit Pratt im Auto Geschlechtsverkehr ausgeübt zu haben und dabei mit der Ferse die Scheibe getroffen zu haben. Den Riss in der Frontscheibe habe sie erst am nächsten Vormittag bemerkt. Pratt gab hingegen in seiner Vernehmung an, am frühen Morgen des 4. August sei die Frontscheibe noch intakt gewesen. Ermittler und Landgericht Fulda waren der Ansicht, der Schaden sei durch eine Abwehrreaktion der Kinder während ihrer Tötung entstanden.

### Auswertung von Faserspuren
Die Kleidung der Kinder wurde auf Anhaftungen von Fasern untersucht. Auch prüfte man, ob die Bettwäsche der Kinder ebenfalls Anhaftungen dieser Fasern aufwies, um so Hinweise darauf zu gewinnen, ob die Tötung zur Nachtzeit erfolgt war. Monika Böttchers Verteidiger Gerhard Strate kritisierte diese Gutachten mehrfach: während die gesamte Oberbekleidung der Mutter auf Übereinstimmungen mit den Anhaftungen überprüft wurde, war dies bei der Kleidung des Vaters nur bei wenigen – längst nicht allen für den Tatzeitraum in Betracht kommenden – Stücken geschehen. Auch habe man Verfälschungen der Spuren, bedingt durch den zeitlichen Abstand bis zur Sicherstellung der Bettwäsche und deren unsachgemäße Verpackung, nicht hinreichend berücksichtigt.
An Melanie Weimars Unterhose wurden Anhaftungen von Chemiefasern festgestellt, die von den Schonbezügen der Rücksitzbank im Pkw der Familie stammten: laut Strate ein Hinweis darauf, dass Melanie lediglich ihre Unterhose getragen haben könnte, als sie im Pkw der Familie transportiert wurde. Diese Chemiefasern fanden sich in großer Zahl an der Kleidung beider Kinder, die hingegen nur wenige Fasern aufwies, die zu den Wollbezügen der Vordersitze passten. Dies sprach Strate zufolge gegen die Theorie, eines der Kinder könnte im Todeskampf den Schaden an der Frontscheibe des Pkw verursacht haben.
Ein späteres Fasergutachten, welches die Grundlage für das Wiederaufnahmeverfahren bildete, kam zu dem Schluss, dass die Anhaftungen von Monika Böttchers Bluse an Melanies T-Shirt und Shorts gleichmäßig verteilt waren und keine Leitspuren aufwiesen, wie sie beim Tragen eines Leichnams zu erwarten gewesen wären.

### Aussage von Brigitte und Raymond Elliott
Brigitte und Raymond Elliott, die direkt über den Weimars wohnten, sagten beide aus, sie hätten in der Nacht vom 3. auf den 4. August Karola weinen gehört. Daraufhin hätten sie gemeinsam in der Wohnung der Weimars nach dem Rechten gesehen. Karola habe in die Hose gemacht; Brigitte Elliott habe sie trockengelegt. Melanie, die sonst meist sofort aufgewacht sei, habe reglos in ihrem Bett gelegen. Ob die Eltern in der Wohnung waren, hätten sie nicht überprüft.

### Sichtungen der Kinder am 4. August
Nachbarn gaben an, die Mädchen am 4. August zwischen 10:50 und 10:57 Uhr auf dem Weg vor den Wohnhäusern gesehen zu haben. Dem steht gegenüber, dass Monika Weimars Auto ab 11:03 Uhr auf dem zehn Fahrminuten entfernten Parkplatz gesichtet wurde. Auch die Urgroßmutter der Kinder hatte zunächst angegeben, die Kinder noch am 4. August im Hausflur gesehen zu haben, diese Aussage aber später zurückgezogen und behauptet, dies mit dem Geschehen des Vortages verwechselt zu haben.

### Belastungszeugen gegen Reinhard Weimar
Vier Zeugen gaben an, Reinhard Weimar habe ihnen gegenüber den Mord an seinen Kindern direkt oder indirekt gestanden, darunter ein Privatdetektiv, eine Kurzzeitbekannte und eine Mitpatientin in der Psychiatrie. Die Prostituierte, die Reinhard Weimar wiederholt aufgesucht hatte, gab an, er habe ihr gegenüber geäußert: „Mir kann keiner was nachweisen, das merk dir.“ Die Gerichte stuften diese Aussagen als unglaubwürdig ein. Das Oberlandesgericht Frankfurt am Main bewertete bei seiner Entscheidung, das Urteil des Landgerichts Fulda aufzuheben, die vier Zeugen positiver. Es hielt lediglich den Privatdetektiv für nicht glaubwürdig. Das Landgericht Gießen schätzte im zweiten Prozess die Glaubwürdigkeit auch der Kurzzeitbekannten als gering ein.

## Prozesse
Monika Weimar wurde am 27. Oktober 1986 unter Mordverdacht verhaftet und vom Landgericht Fulda am 8. Januar 1988 wegen Mordes zu lebenslanger Freiheitsstrafe verurteilt. Entsprechend der Anklage des Staatsanwalts, der als Mordmotiv annahm, dass die Kinder der weiteren Beziehung Monika Weimars im Wege gestanden hätten, wurde die Angeklagte wegen eines „heimtückisch begangenen“ Mordes verurteilt. In der Urteilsbegründung wurde angeführt, sie habe ihre Kinder zweifellos geliebt, aber wohl doch Angst vor der Trennung von ihrem Geliebten gehabt. Die Annahme einer sexuellen Abhängigkeit war von Gutachterin Müller-Luckmann sehr deutlich kritisiert worden; diese hatte erklärt, dass die „Hörigkeit“ den vorwissenschaftlichen Alltagstheorien zuzurechnen sei, die weitgehend Vorurteilscharakter hätten. Die Verurteilte beteuerte stets ihre Unschuld. Am 17. Februar 1989 wies der Bundesgerichtshof ihre Revision zurück, eine Verfassungsbeschwerde verwarf das Bundesverfassungsgericht am 2. Mai desselben Jahres.
Nach neuen Fasergutachten ordnete das Oberlandesgericht Frankfurt am Main am 4. Dezember 1995 die Wiederaufnahme des Verfahrens sowie ihre Entlassung aus der Haft an.
Ab 5. Juni 1996 stand Monika Böttcher (so heißt sie seit ihrer Scheidung 1987 wieder) erneut in Gießen vor Gericht und wurde nach 55 Verhandlungstagen am 24. April 1997 freigesprochen. Das Gericht sah eine „erheblich reduzierte Beweislage“. Insbesondere ergab die Hauptverhandlung, „dass die Beziehung zwischen Monika Weimar und ihrem Freund nicht so deutlich gestört war wie angenommen“. Der Revisionsantrag der Staatsanwaltschaft gegen den Freispruch wurde mehrmals verhandelt, bis am 6. November 1998 der Bundesgerichtshof einen neuen und damit dritten Prozess anordnete.
Dieser Prozess begann am 2. September 1999 vor dem Landgericht Frankfurt am Main und endete am 22. Dezember mit der erneuten Verurteilung Monika Böttchers wegen „vorsätzlich und heimtückisch begangenen Mordes“. Die Beweise seien erdrückend. Der Vorsitzende Richter befand, die Nachtversion gehöre „ins Reich der Märchen“. Monika Böttcher wurde noch im Gerichtssaal verhaftet. Rechtsanwalt Strate kritisierte nach der erneuten Verurteilung seiner Mandantin: Es seien bereits in der mündlichen Urteilsbegründung „eine Reihe von Schwachpunkten aufgetreten, die Anlaß bieten zur Revision“. Das Urteil sei „stark geprägt von Emotion“. Die Süddeutsche Zeitung befand, der Fall sei „eine Endlosgeschichte und eine Endlosqual für alle Beteiligten und nicht unbedingt ein Ruhmesblatt für die deutsche Justiz“. Die Revision verwarf der Bundesgerichtshof am 27. August 2000. Damit erlangte das Urteil nach einer vorübergehenden Freilassung Monika Böttchers endgültig Rechtskraft.
Nach insgesamt 15 Jahren in Haft wurde Böttcher am 18. August 2006 aus der Frankfurter Justizvollzugsanstalt Preungesheim entlassen.

## Folgen
Die Ehe von Monika und Reinhard Weimar wurde am 26. Oktober 1987 geschieden, Monika nahm danach wieder ihren Geburtsnamen Böttcher an.
Zwischen ihrer Haftentlassung 1995 und ihrer erneuten Inhaftierung lebte Monika Böttcher in der Nähe von Frankfurt am Main und bezog Arbeitslosengeld und Sozialhilfe. Nach ihrer Haftentlassung 2006 arbeitete sie zunächst in einer Frankfurter Anwaltskanzlei und übersiedelte später nach England.
Reinhard Weimar zog wieder zu seinen Eltern nach Hohenroda. Seit 1989 war er teils ambulant, teils stationär wegen paranoid-halluzinatorischer schizophreniformer Psychose in psychiatrischer Behandlung und unternahm mehrere Suizidversuche. Sein Geisteszustand zur Zeit des Todes seiner Töchter gilt als strittig. Im Wiederaufnahmeprozess 1996 galt er zwar als prozessfähig (und war damit in der Lage, sein Zeugnisverweigerungsrecht auszuüben), aber nicht als vernehmungsfähig. Er starb 2012 an Herzversagen; eine Obduktion ergab keine Hinweise auf Fremdverschulden.
Kevin Pratt ließ seine Stationierung in Deutschland nicht verlängern und kehrte Ende Oktober 1986 in die USA nach Fort Sill, Oklahoma, zurück. Er erkrankte schwer und war bei seiner erneuten Aussage 1997 bereits auf einen Rollstuhl angewiesen.

## Rolle der Medien
Die Wiederaufnahmeverfahren erfuhren ein großes Medieninteresse. Ein umstrittener Aspekt war dabei die direkte Beteiligung des Wochenmagazins Stern. Dieses übernahm nach einem Treffen zwischen dem Verteidiger Monika Böttchers, Gerhard Strate, und dem späteren Stern-Chefredakteur (zu jener Zeit noch Ressortchef) Thomas Osterkorn einen Anteil von 50.000 DM an den Prozesskosten. Dafür verlangte der Stern Exklusivrechte, die das Magazin allerdings nach der Haftentlassung Monika Böttchers am 4. Dezember 1995 verletzt sah, da die sich direkt danach auch gegenüber anderen Medien äußerte. Das Magazin verklagte den Anwalt Gerhard Strate vor dem Hamburger Landgericht.

## Rezeption in den Medien
An den Fall angelehnt ist der Fernsehfilm Der Kindermord (Regie Bernd Böhlich) nach dem Drehbuch von Fred Breinersdorfer aus dem Jahr 1997.
Ab Februar 2022 wurde auf RTL+ der Dreiteiler Das Geheimnis der Weimar-Morde. Eine neue Spur von SPIEGEL TV ausgestrahlt. Im Oktober 2023 wurde diese Dokumentation erstmals gekürzt im Free TV auf VOX gezeigt.